# Outlook Express
Outlook Express的前身为曾内置于Internet Explorer 3.0 - 6.0的Microsoft Internet Mail and News，是一个已停止更新的电子邮件和Usenet客户端。它被内置于从Windows 98到Windows Server 2003在内的多个Windows版本，此外还可以运行于Windows 3.x、Windows NT 3.51、Windows 95、Mac System 7、Mac OS 8、Mac OS 9。在Windows Vista中，Outlook Express已被Windows Live Mail取代。
Office软件内的Outlook与Outlook Express是两个完全不同的软件平台，他们之间没有共用代码，但是这两个软件的设计理念是共通的。他们之间如此相似的名字使得很多人以为Outlook Express是Outlook软件的「精简版」。
Outlook Express使用Windows Address Book存储联系信息并与其紧密集成。在Windows XP上，它还与Windows Messenger集成。

## 历史
1996年，Microsoft Internet Mail and News 1.0发布，集成于Internet Explorer 3。此附加组件先于Windows 95中捆绑的Microsoft Exchange 4.0 中的Internet Mail。
1996年底，2.0版发布。目前仅能处理纯文本和富文本电子邮件，缺少处理HTML邮件的能力。
1997年，该应用程序被重命名为Outlook Express并与Internet Explorer 4捆绑在一起。Outlook Express的Windows可执行文件msimn.exe是Internet Mail and News时代的延续。与Internet Explorer一样，Outlook Express 4可以在Mac System 7，OS 8和OS 9上运行。
有一次，在Outlook Express 5的后续测试版中，Outlook Express包含一个复杂的自适应垃圾邮件过滤系统; 但是这个功能在发布前不久被删除了。当时在各种网站和新闻组中推测，该功能对于大众市场来说不够稳定。近两年后，使用类似的自适应过滤方法的类似系统作为Microsoft Outlook的一项功能出现。
Internet Explorer 5需要Outlook Express 5来保存Web存档文件。
Outlook Express 6是以Outlook命名的最后一个版本，包含在Windows XP中。它具有与Outlook Express 5类似的布局。

## 适用于Windows的版本
- Microsoft Internet Mail and News 1.0于1996年与Internet Explorer 3一起发布。
- Microsoft Internet Mail and News 2.0于1996年晚些时候发布。
- Outlook Express 4.0，包含在Windows 98（1998年6月）中并与Internet Explorer 4集成，将消息存储在* .mbx文件中（类似于基于Unix的系统中使用的Mbox格式）
- Outlook Express 5.0，包含在Windows 98 Second Edition（SE）（1999年6月）中并与Internet Explorer 5集成，切换到* .dbx文件，每个邮箱文件夹都有一个单独的文件
- Outlook Express 5.01，包含在Windows 2000（2000 年 2月）中，并与Internet Explorer 5.01集成。
- Outlook Express 5.5，包含在Windows Me（2000年6月）中，并与Internet Explorer 5.5集成。
- Outlook Express 6.0，包含在Windows XP（2001年10月）中，并与Internet Explorer 6集成。
- Outlook Express 7.0，包含在 Windows Longhorn（重置前）中，然而，隨著 Longhorn 的開發重置，Outlook Express 7.0 以及重要功能 WinFS 被廢棄並被 Outlook Express 6 取代，Outlook Express 6 在後來的版本改善，演變為 Windows Mail。它和 Outlook Express 6 很相似。您可以在 Windows 7 預發布版本中找到 Windows Mail。後來，它在 Windows 7 中完全廢棄，轉而移至 Windows Live Essentials 套件，通過各種功能得到增強，並成為 Windows Live Mail。

## 适用于Mac的版本

麦金塔版Outlook Express介面

- Outlook Express 4.0包含在Microsoft Office 98 Macintosh Edition中。
- Outlook Express 5.01已与Internet Explorer 5集成。
- Outlook Express 5.01与Internet Explorer 5.01捆绑在一起。
- Outlook Express 5.5与Internet Explorer 5.5捆绑在一起。

## 替代
在Windows Vista的早期开发版本Windows Longhorn中出现了“Outlook Express 7”的构建版本。 它依靠WinFS来管理和存储联系人和其他数据。
Vista的最终版本包括Outlook Express的继任者，即Windows Live Mail。

## 相關产品
- Windows Mail
- Windows Live
- Windows Live Mail

## 外部連結
- Microsoft Outlook官方網頁（页面存档备份，存于） （英文）
- Outlook Express dbx file format by Arne Schloh – “DBX”的文件格式：文档和示例代码。（英文）
- UnDBX（页面存档备份，存于）在线服务; 开放源代码工具，Outlook Express的“DBX”的文件格式;提取，恢复和电子邮件的恢复删除;源文件和Windows二进制文件在: sourceforge.net（页面存档备份，存于） （英文）
- Outlook Express Help - Tips and Tricks（页面存档备份，存于） - 如何使用Outlook Express，安装并配置新的电子邮件帐户包括Gmail，备份邮件，邮件规则，电子邮件签名等。 （英文）